# Harztor
Harztor è un comune con status di Landgemeinde nel Land della Turingia, in Germania.
Conta 7 476 abitanti.

## Storia
Il comune di Harztor venne creato il 1º gennaio 2012 dalla fusione dei comuni di Ilfeld e di Niedersachswerfen.
Nel 2018 vennero aggregati al comune di Harztor i comuni di Harzungen, Herrmannsacker e Neustadt/Harz.